# Транссибирская магистраль
Транссиби́рская железнодоро́жная магистра́ль (Трансси́б), Вели́кий Сиби́рский Путь (историческое название) — железная дорога между Челябинском и Владивостоком, соединяющая европейскую часть России с крупнейшими восточносибирскими и дальневосточными промышленными городами. Построена в 1891—1916 годы. Длина магистрали по окончании строительства, без учёта КВЖД, составляла около 7 тыс. км. Самая длинная в России и в мире железная дорога. Высшая точка пути: Яблоновый перевал (1019 м над уровнем моря). В 2002 году завершена полная электрификация.
Результатом строительства Транссибирской магистрали стала возникшая к 1905 году возможность впервые в истории Евразии следовать поездом без использования паромных переправ от берегов Атлантического океана (из Западной Европы) до берегов Тихого океана (до Владивостока). Транссиб соединяет Европейскую часть, Урал, Сибирь и Дальний Восток России, российские западные, северные и южные порты, а также железнодорожные выходы в Европу, с одной стороны, с тихоокеанскими портами и железнодорожными выходами в Азию.

## История

### Выбор направления

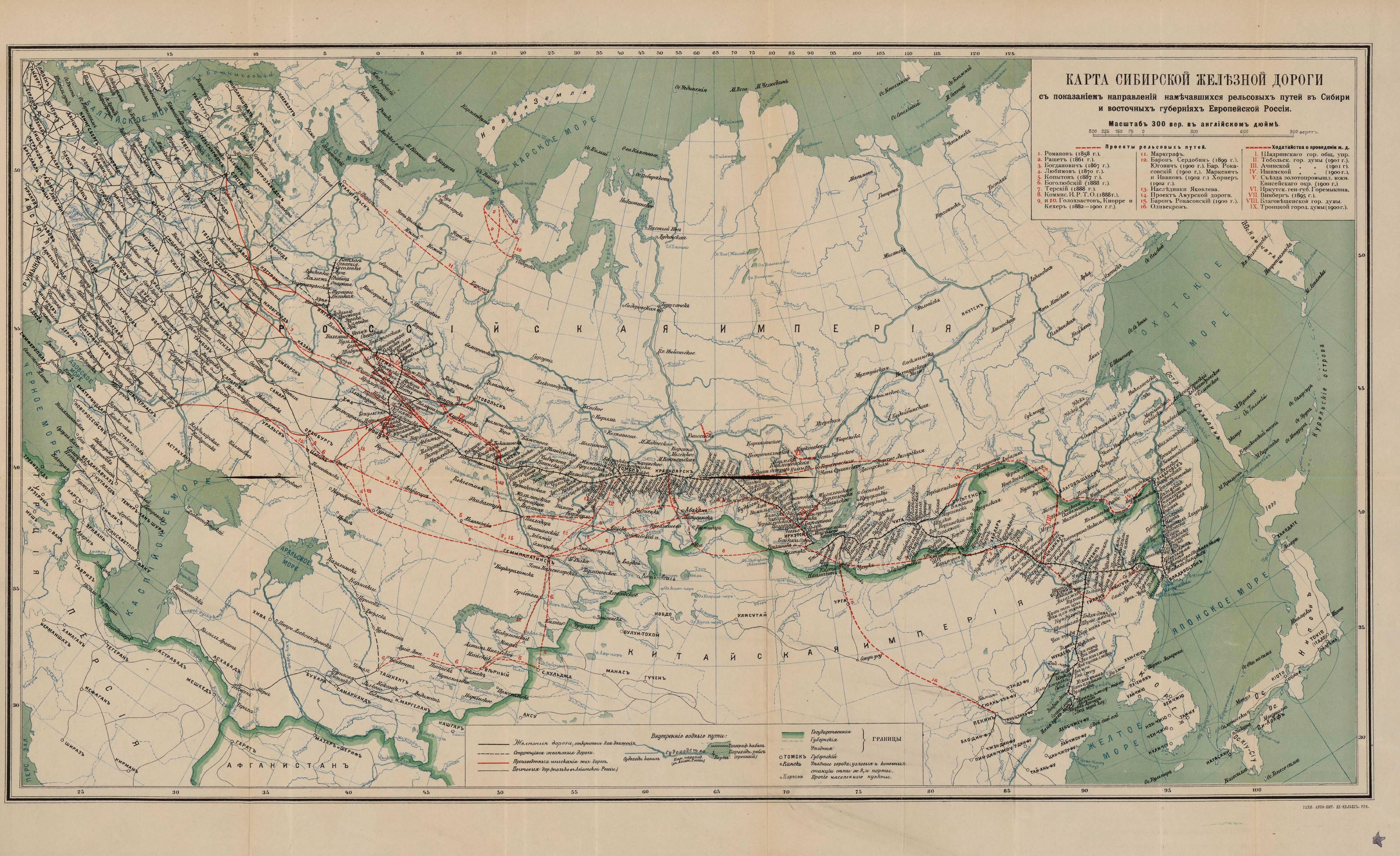
Различные планы строительства Сибирской железной дороги (красным) и окончательный вариант (чёрным).

Инициированные общественностью первые проекты строительства железной дороги в Сибирь группировались вокруг трёх направлений:
- северного — от Перми через Нижний Тагил и Екатеринбург до Тюмени, с ответвлением на Ирбит (проект В. К. Рашета, В. А. Кокорева и др.);
- среднего — от Перми через Кунгур, Екатеринбург, Шадринск до Белозерской слободы на реке Тобол (проект И. И. Любимова);
- южного — от Сарапульского уезда (там в селе Дебёсы соединялись петербургский и московский подходы к Сибирскому тракту) через Екатеринбург на Тюмень (проект Е. В. Богдановича).

Произведённые в 1872—1874 годах изыскания выделили также три направления: 1) развитие проекта В. К. Рашета — Кинешма, Вятка, Пермь, Екатеринбург, Тюмень; 2) развитие проекта Е. В. Богдановича — Нижний Новгород, Казань, Красноуфимск, Екатеринбург, Тюмень; 3) новое направление — Алатырь, Уфа, Челябинск.
Правительственным распоряжением от 6 (19) января 1885 года было установлено, что выбор наилучшего направления будущей магистрали является преждевременным в силу недостатка данных. Вместе с тем первоочередной задачей признано возведение Самаро-Златоустовской железной дороги с продолжением её до строящейся Екатеринбурго-Тюменской линии Уральской горнозаводской дороги.
25 февраля (9 марта) 1890 года Александр III подписал именной высочайший указ, данный министру путей сообщений, «Об отчуждении земель для сооружения железнодорожного пути от города Владивостока до пристани Графской».
12 (24) декабря 1890 года особое совещание под председательством А. А. Абазы рассмотрело докладную записку министра путей сообщения А. Я. Гюббенета о выборе начального пункта Сибирской железной дороги. В ней министр представил вновь три варианта:
- Тюмень, Ялуторовск, Тюкалинск, Каинск, Мариинск, Ачинск, Красноярск, Канск, Нижнеудинск (2474 версты) — самый короткий путь, в то же время потребовал бы дополнительного сооружения дороги от Нижнего Новгорода до Перми длиной 1000 вёрст;
- Оренбург, Орск, Атбасар, Акмолинск, Павлодар, Бийск, Минусинск, Нижнеудинск (проект Н. В. Копытова 1889 года, 3400 вёрст) — самый неудачный, потому что имеет как наибольшую протяжённость трассы, так и максимальное расстояние от Москвы до Нижнеудинска (4820 вёрст);
- Миасс, Челябинск, Курган, Петропавловск, Омск и далее на восток до Нижнеудинска (проект К. Н. Посьета, 2683 версты) — наиболее предпочтительный, так как идёт по наиболее населённой и плодородной местности Сибири, а расстояние от Москвы до Нижнеудинска всего на 209 вёрст длиннее, чем в тюменском варианте.

Особое совещание ограничилось рассмотрением вопросов финансирования строительства, оставив право выбрать направление дороги за министром путей сообщения. 4 (16) февраля 1891 год А. Я. Гюббенет вышел в Кабинет министров с предложением начать в наступившем году строительство Сибирской железной дороги на участках Миасс — Челябинск и Владивосток — станица Графская и проведение изысканий от Челябинска на восток и от станицы Графской до Хабаровска. Принятые кабинетом министров положения были утверждены Александром III 15 (27) февраля и 21 февраля (5 марта). Таким образом, Самаро-Златоустовская железная дорога была продлена от станции Миасс до Челябинска, и когда окончательное решение о постройке Великого Сибирского рельсового пути было утверждено высочайшим рескриптом Александра III к цесаревичу Николаю Александровичу от 17 (29) марта 1891 года, местом начала его западного участка стал Челябинск.
Император Александр III 10 (22) декабря 1892 года утвердил журнал Особого совещания по постройке Сибирской железной дороги, закрепивший решение о постройке всей дороги за казённый счёт.

#### Хронология строительства железных дорог, предшествующих строительству Транссиба, на восток страны
В таблице ниже представлена хронология строительства и открытия участков до Челябинска включительно:
| Участок                              | Дорога                | Начало строительства     | Открытие временного движения | Открытие постоянного движения | Примечание |
| ------------------------------------ | --------------------- | ------------------------ | ---------------------------- | ----------------------------- | --- |
| Санкт-Петербург — Москва             | Николаевская          | 27 мая (8 июня) 1843     | 14 (26) августа 1851         | 1 (13) ноября 1851            | Дорога открывалась частями: до Колпино 7 (20) мая 1847, от В.Волочка до Твери 29 июня (12) июля 1850, от Колпино до В.Волочка и участок до Москвы — 1 (13) ноября 1851 |
| Москва — Коломна                     | Московско-Рязанская   | 11 (24) июня 1860        | 5 (18) июля 1862             | 20 июля (2 августа) 1862      | Движение по соединительной ветви с Николаевской ж/д открыто в 1864 году                                                                                                |
| Коломна — Рязань                     | Московско-Рязанская   | весна 1863               | 29 апреля (12 мая) 1864      | 26 августа (8 сентября) 1864  | Щуровский ж/д мост через Оку был открыт 20 февраля (5 марта) 1865. До этой даты движение осуществлялось по временному мосту.                                           |
| Рязань — Ряжск — Козлов              | Рязанско-Козловская   | март 1865                | 4 (17) сентября 1866         | 5 (18) сентября 1866          | |
| Ряжск — Моршанск                     | Ряжско-Моршанская     | 6 (19) августа 1867      | 12 (25) октября 1867         | 28 ноября (11 декабря) 1867   | После Ряжска трасса поворачивает на восток в сторону Волги и Урала |
| Моршанск — Сызрань — Батраки         | Моршанско-Сызранская  | 25 июля (7 августа) 1872 | 11 (24) октября 1874         | 12 (25) октября 1874          | Трасса достигла Волги |
| Батраки — Самара — Кинель — Оренбург | Оренбургская          | апрель 1875              | 22 октября (4) ноября 1876   | 1 (14) января 1877            | Александровский мост через Волгу был открыт 30 августа (12 сентября) 1880. До этой даты движение осуществлялось по паромной переправе.                                 |
| Кинель — Уфа                         | Самаро-Златоустовская | апрель 1886              | весна 1888                   | 9 (22) сентября 1888          | До 24 августа (6) сентября 1890 данный участок являлся отдельной Самаро-Уфимской ж/д, а строящийся участок до Златоуста — Уфа-Златоустовской ж/д.                      |
| Уфа — Златоуст                       | Самаро-Златоустовская | начало 1888              | н/д                          | 8 (21) сентября 1890          | Трасса достигла Урала |
| Златоуст — Миасс                     | Самаро-Златоустовская | весна 1890               | сентябрь 1891                | 25 октября (7) ноября 1892    | |
| Миасс — Челябинск                    | Самаро-Златоустовская | июль 1891                | 5 (18) июля 1892             | 25 октября (7) ноября 1892    | С постройкой линии Златоуст — Челябинск заканчивается европейский участок подходов и начинается собственно Великий Сибирский путь                                      |

### Строительство

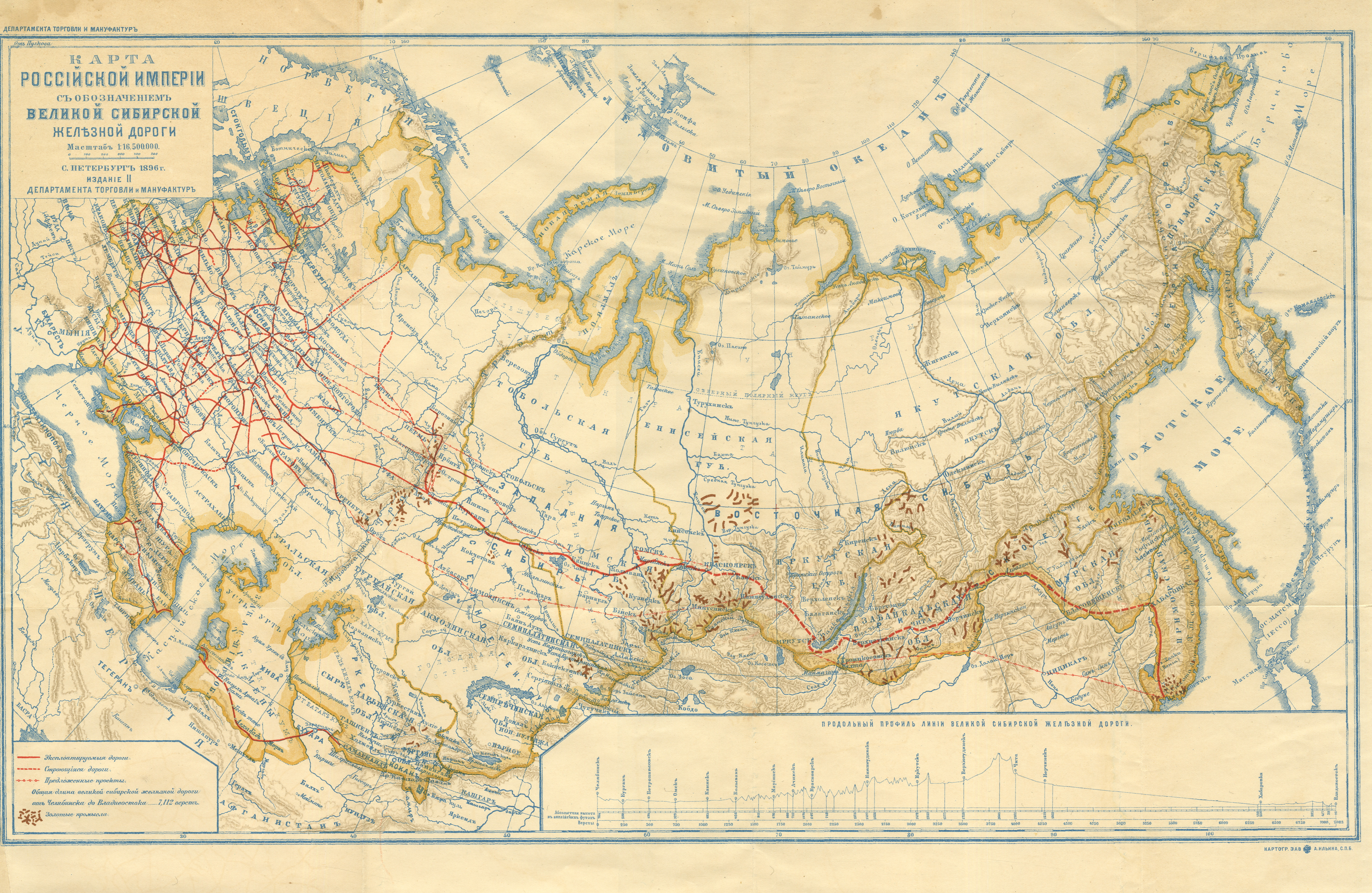
Карта железных дорог России 1896 года с обозначением маршрута Великой Сибирской железной дороги

Согласно предварительным расчётам, стоимость строительства железной дороги должна была составить 350 миллионов рублей золотом (по данным советской энциклопедии, в итоге израсходовано было в несколько раз больше). Общая стоимость строительства Транссиба с 1891 по 1916 год составила до 1,5 миллиарда рублей.
Движение поездов по Транссибу началось 21 октября (3 ноября) 1901 года, после того, как было уложено «золотое звено» на последнем участке строительства Китайско-Восточной железной дороги (КВЖД). Регулярное железнодорожное сообщение между столицей империи Санкт-Петербургом и тихоокеанскими портами Владивостоком и Порт-Артуром было установлено 1 (14) июля 1903 года, хотя через Байкал приходилось переправлять поезда на специальном пароме.
Непрерывный рельсовый путь между Санкт-Петербургом и Владивостоком появился после начала рабочего движения по Кругобайкальской железной дороге 18 сентября (1 октября) 1904 года, а спустя год, 16 (29) октября 1905 года Кругобайкальская дорога, как отрезок Великого Сибирского пути, была принята в постоянную эксплуатацию, и поезда впервые в истории получили возможность следовать только по рельсам, без использования паромных переправ от берегов Атлантического океана до берегов Тихого океана.
Строительство велось только за счёт государственного бюджета без привлечения частного капитала. В начале строительства привлекалось 9 600 человек, к 1896 году — уже около 80 000 человек. Ежегодно в среднем строилось 650 км железнодорожных путей, по состоянию на 1903 год, было уложено более 12 миллионов шпал, 1 миллион тонн рельсов, общая длина построенных железнодорожных мостов и тоннелей составила более 100 км.

#### Уссурийская дорога (1891—1897)

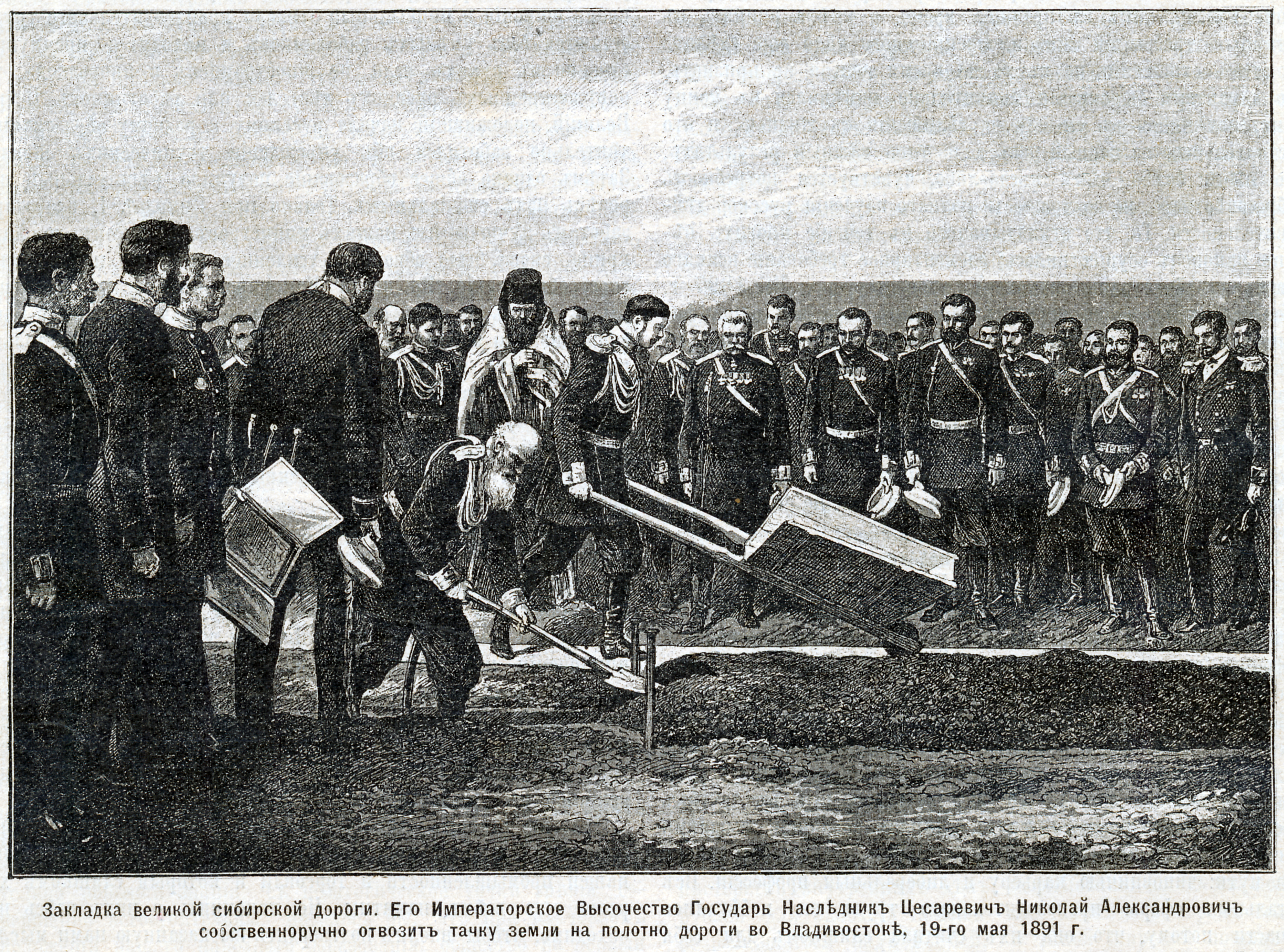
Церемония закладки Транссиба цесаревичем Николаем Александровичем во Владивостоке

Официально строительство Транссиба началось 19 (31) мая 1891 года в районе Владивостока (Куперовская падь), когда началось строительство Уссурийской железной дороги от Владивостока до Хабаровска. Линия состояла из двух участков: Южно-Уссурийской дороги (Владивосток — станица Графская) и Северо-Уссурийской (Графская — Хабаровск). На церемонии закладки присутствовал цесаревич Николай Александрович. Он же возглавил Железнодорожный комитет. Фактическое начало строительства произошло несколько раньше, в начале марта 1891 года, когда началось строительство участка Миасс — Челябинск.
Строительные работы велись под руководством инженера О. П. Вяземского. Предполагалось, что Южно-Уссурийский участок будет возведён к 1894—1895 годам. Первый участок — от Владивостока до Никольска Уссурийского был открыт в ноябре 1893 года, в 1894 открыт участок до станции Муравьёв Амурский, а в декабре 1897 года дорога была открыта полностью. Длина железной дороги составила 867 км, максимальный продольный уклон пути был 16 ‰, наименьший радиус кривых в поворотах — 260 м.
Начало возведения Транссиба с Уссурийского края объясняется тем, что в первоначальных планах не было предусмотрено строительства КВЖД. Планировалось, что после завершения Забайкальской дороги будет протянута восточная ветка до Хабаровска. В 1893—1894 годах были даже проведены изыскания от Сретенска до поста Покровского на левом берегу Амура. Однако последующие события сдвинули начало возведения Амурской железной дороги на 1907 год.

#### Западно-Сибирская дорога (1892—1896)
Протяжённость Западно-Сибирской железной дороги (Челябинск — Обь) составляет 1418 км. Строительные работы возглавлял инженер К. Я. Михайловский. Строительство на данном участке Транссиба шло наиболее успешно благодаря равнинному рельефу Ишимской и Барабинской степей, близости материалов и рабочей силы. В итоге строителям удалось сэкономить более 1 млн руб. (средние расходы составили 28,3 тыс. руб. на км).
Самым важным событием стройки стало возведение моста через Обь. Первоначальное техническое задание предусматривало пересечение реки Оби ближе к Томску, который исторически являлся крупным губернским центром. Изыскательская партия под руководством Н. Г. Гарина-Михайловского изучила четыре варианта места сооружения моста, и в итоге предложила возвести мост южнее. Данный вариант позволял сократить длину пути на 120—140 км и сэкономить до 4 млн руб. Несмотря на возражения купечества и губернских властей, Комитет Сибирских железных дорог поддержал идею с переносом трассы. Рядом с мостом возникла станция Обь, которая постепенно выросла в город Новониколаевск, ныне —
Новосибирск. В 1897 году от безымянного разъезда, позже получившего название Томск-Таёжный (ныне — станции Тайга), была сооружена отдельная ветвь до Томска протяжённостью 87 км.

#### Средне-Сибирская дорога (1893—1899)

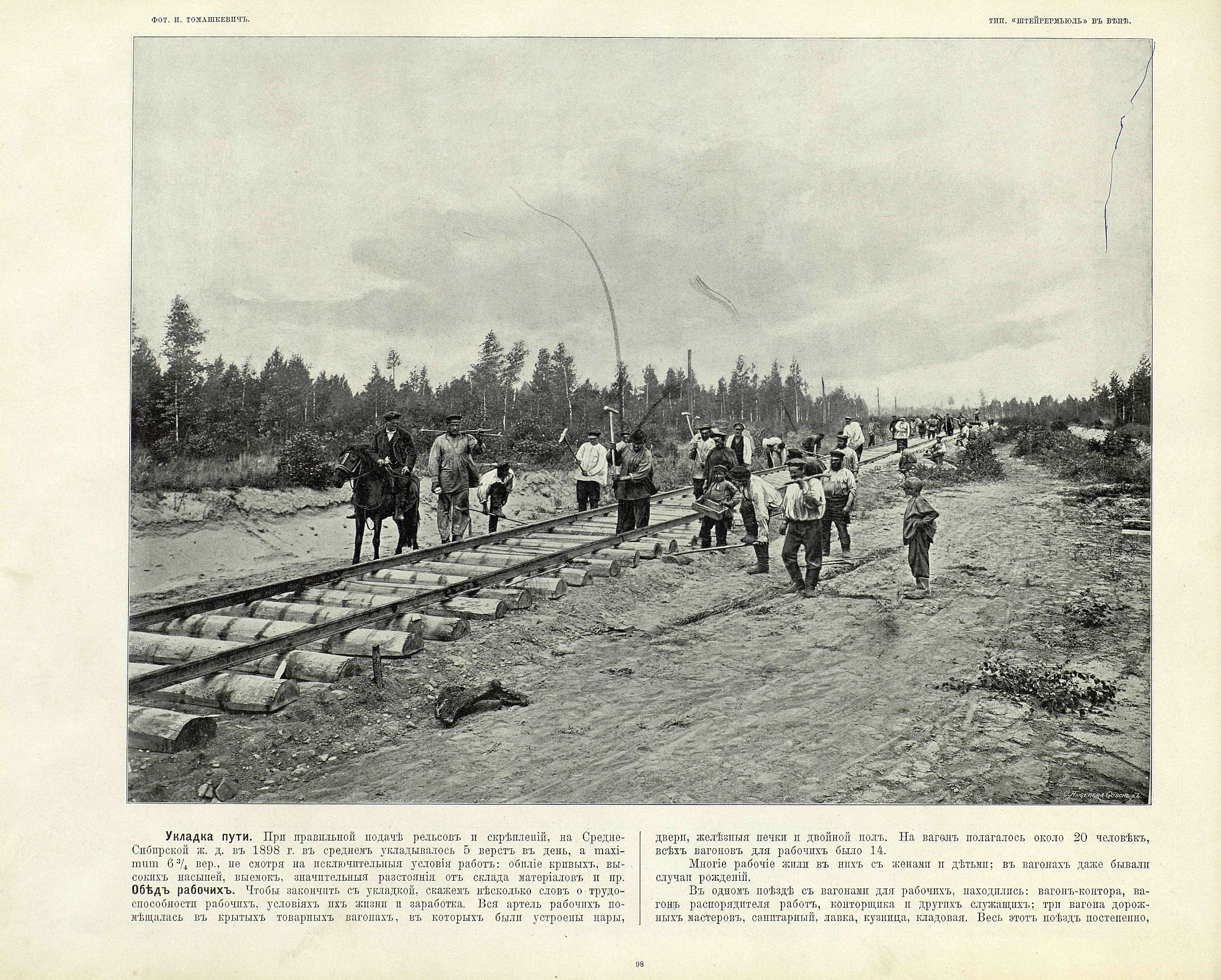
Укладка пути на Средне-Сибирской железной дороге в 1898 году

Возведение Средне-Сибирской железной дороги (Обь — Иркутск) протяжённостью 1818 км планировалось начать в 1895 году. Однако финансирование открылось на два года раньше запланированного срока. Возглавлял строительство инженер Н. П. Меженинов. Участок от Оби до Красноярска был открыт в 1898 году, полностью железную дорогу открыли в 1899 году.

#### Забайкальская дорога (1895—1900)
Сооружение Забайкальской железной дороги (Мысовая — Сретенск) длиной 1104 км было отнесено ко второй очереди возведения Транссиба. Изыскательские работы проведены в апреле 1894 года, разрешение на строительство выдано спустя год. Строительные работы проходили в условиях гористой местности, вечной мерзлоты, наводнений от ливневых вод. Средние расходы составили 77,2 тыс. руб. на км. Железная дорога была построена однопутной. Максимальный продольный уклон пути был 17,4 ‰, наименьший радиус кривых в поворотах — 320 м.
Летом 1896 года под руководством инженера А. Н. Пушечникова началось возведение дороги, которая связывала бы Забайкальский участок со Средне-Сибирским. От Иркутска до пристани Лиственичной была построена железнодорожная ветка. Ввиду сложного рельефа и ряда иных причин средняя стоимость одного км трассы составила 90 тыс. руб. Затем по озеру Байкал была налажена паромная переправа на расстояние 73 км до станции Мысовой. Подвижной состав перевозился паромами-ледоколами «Байкал» и «Ангара», переправа длилась 4 часа.

#### Китайско-Восточная дорога (1897—1904)

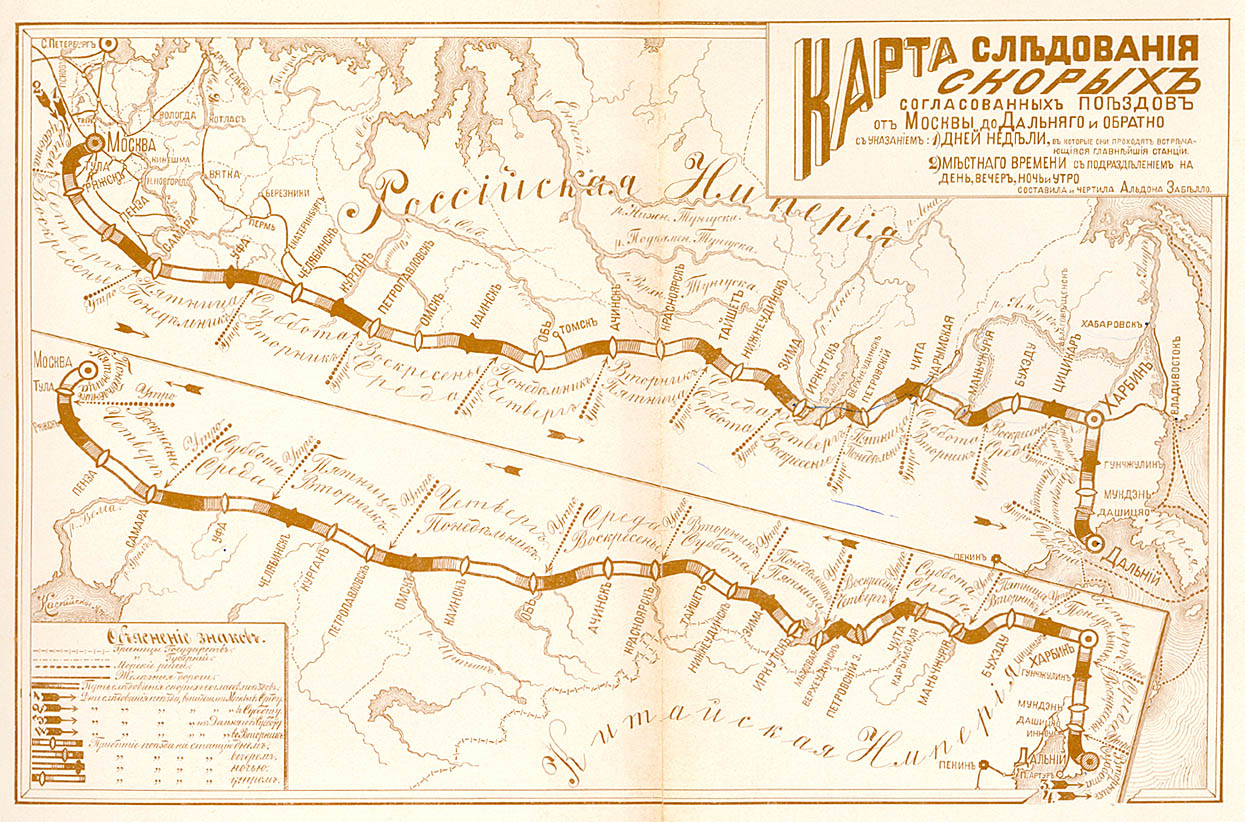
Карта следования скорых поездов от Москвы до порта Дальний (1903 год)

Важнейшая роль в обосновании необходимости строительства на заграничной территории Китайско-Восточной железной дороги принадлежит министру финансов С. Ю. Витте. Она являлась более коротким путём до Владивостока по сравнению с Амурской и Уссурийской дорогами, шла по менее пересечённой местности, впоследствии также давала возможность продлить дорогу до возводимых на арендованном у Китая в 1898 году Квантунском полуострове портам Дальний и Порт-Артур.
Строительство дороги началось в 1897 году. Участок от Китайского разъезда Забайкальской железной дороги до станции Маньчжурия на границе с Китаем (Кайдаловская ветка) протяжённостью 374 км был завершён в 1900 году. Дальнейшее строительство дороги сопровождалось трудностями прокладки тоннеля сквозь горный хребет Большой Хинган, а также нападением восставших ихэтуаней, которое привело к разрушению около 900 км пути и человеческим жертвам. Участок от станции Маньчжурия через Харбин до станции Никольское Уссурийской железной дороги протяжённостью 1521 км завершили в 1903 году.
В 1904 году была построена дополнительная ветка от Харбина до Порт-Артура и Дальнего (Южно-Маньчжурская железная дорога) длиной 1025 км. Впрочем, по условиям статьи VI Портсмутского мирного договора, в 1905 году участок этой трассы между Чанчунем и Порт-Артуром уступлен Японии.

#### Кругобайкальская дорога (1899—1905)
Варианты строительства дороги в обход Байкала рассматривались ещё в 1881 году. Южный маршрут представлялся более сложным, в то же время казался предпочтительнее как более обжитой, поэтому выбор остановился на нём. Строительство трассы возглавил в 1899 году инженер Б. У. Савримович. При длине пути всего 260 км пришлось построить 39 тоннелей, 47 предохранительных галерей, 14 км подпорных стен, многочисленные виадуки, волнорезы, мосты и трубы. Объём земляных работ составил 70 тыс. кубометров на км пути. Для устройства выемок в скалах было использовано 2 400 т взрывчатки. Несмотря на перечисленные трудности, регулярное движение поездов началось на год раньше запланированного срока, в 1905 году.

#### Амурская дорога (1906—1916)
Идея постройки Амурской железной дороги впервые была высказана губернатором Восточной Сибири Н. Н. Муравьёвым-Амурским в 1875 году. Первые изыскания на местности начала экспедиция Б. У. Савримовича в 1894—1896 гг., которая представила в Комитет Сибирских железных дорог 3 варианта направления трассы — северный, южный и средний. В 1896 году между Россией с Китаем был подписан договор, разрешающий помимо прочего и строительство Россией железной дороги в Китае. В результате было принято решение временно отказаться от строительства этого последнего участка Сибирского железнодорожного пути, и вместо него построить КВЖД, которая соединяла бы Владивосток с остальной сетью российских железных дорог, проходя через территорию Китая.

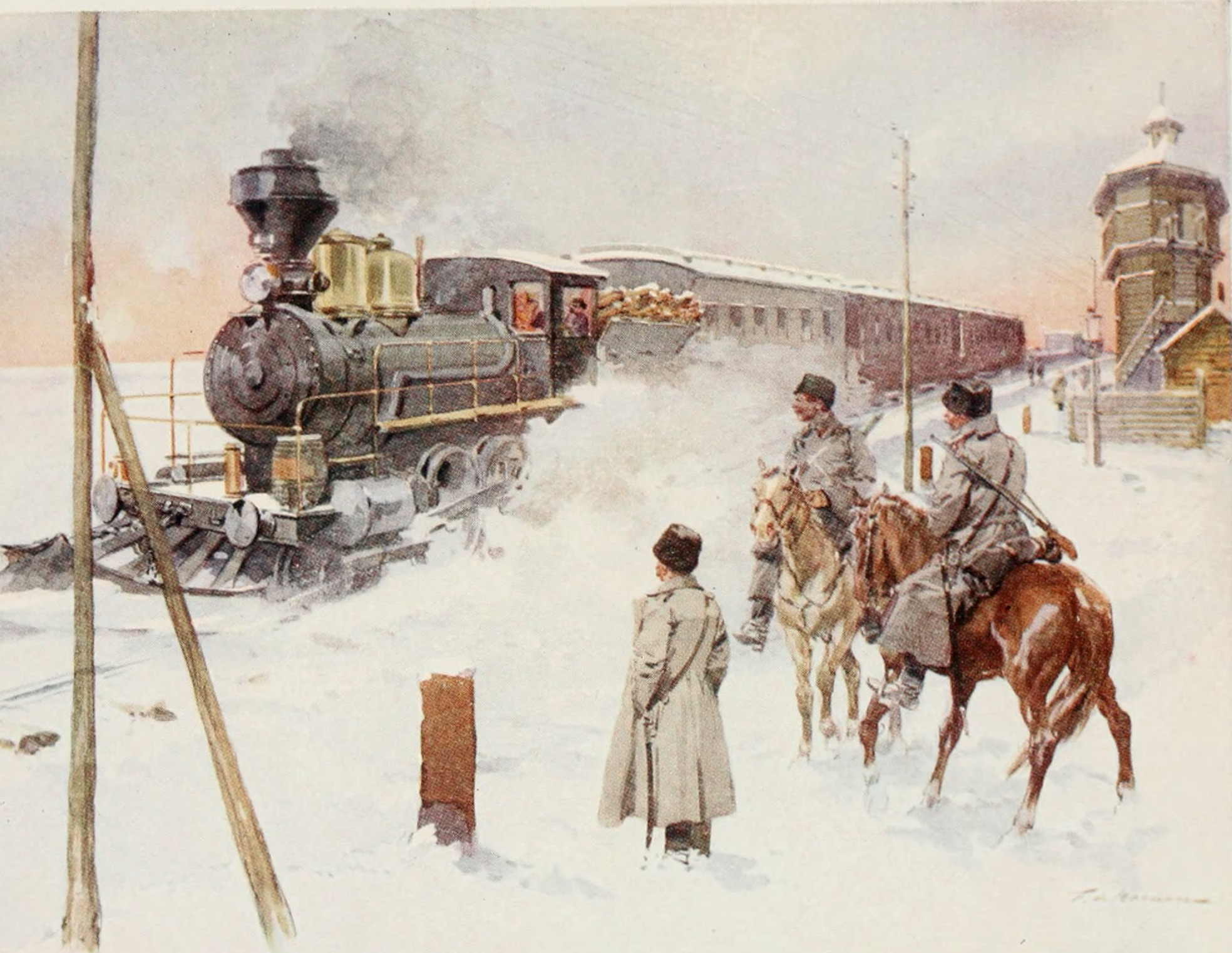
Фредерик де Ханен, Транссибирская магистраль, около 1913 года.

Работы на участке возобновились после поражения России в Русско-японской войне. Зимой 1906/7 г. изыскания вновь возобновились, работу вели уже 10 изыскательских партий с привлечением солдат восточно-сибирских полков. В результате технико-экономического анализа был выбран маршрут Куэнга—Ерофей Павлович—Керак—Улагачи—Суражевка—Каменка—Хабаровск. Трассу разделили на три строительных участка: западный (636 км), средний (675 км) и восточный (497 км). Строительство началось в 1907 году. Западный участок строился под руководством Е. Ю. Подруцкого и был запущен в 1913 г. Сложный рельеф и другие трудности вызвали перерасход средств около 1 млн руб. Средний участок (руководитель В. В. Трегубов) начал действовать в 1914 году. Окончание строительства восточного участка до Хабаровска (руководители М. С. Наровницкий, А. В. Ливеровский) замедлила Первая мировая война, один из пароходов с металлоконструкциями моста через Амур был затоплен в Индийском океане.
Рельсовый путь был сооружён к 1915 году, но через Амур вагоны перевозили на пароме или конной тягой по льду в зимний период. Окончательно рельсовый путь был замкнут 5 (18) октября 1916 года с пуском Хабаровского моста через Амур протяжённостью 2590 м. С вводом в эксплуатацию Амурской железной дороги, Россия получила второй железнодорожный ход от Владивостока к центру Сибири.
Во время Иностранной военной интервенции в России Хабаровский мост был взорван и амурский участок дороги был разомкнут с 1920 по 1925 годы. В 1935—1940 годы на Амурском участке Транссиба и на Уссурийской железной дороге был проложен второй путь. В этот же период на север от Амурской дороги были построены подходы к строящейся Байкало-Амурской магистрали Бам — Тында (1937 г.) и Ургал — Известковая (1940 г.), а также дорога Волочаевка — Комсомольск-на-Амуре (1933—1938 гг.) с дальнейшим выходом в 1945 году на берег Татарского пролива (Советская Гавань).

#### Хронология строительства железных дорог Транссиба
В таблице ниже представлена хронология строительства и открытия участников Транссиба от Челябинска до Владивостока, а также участков КВЖД, являющей южной веткой Транссиба (de facto) до 1935 года и в 1945–1952 гг.:
| Участок                                                          | Дорога            | Начало строительства  | Открытие временного движения  | Открытие постоянного движения | Примечание |
| ---------------------------------------------------------------- | ----------------- | --------------------- | ----------------------------- | ----------------------------- | --- |
| Основной ход Транссибирской магистрали                           |                   |                       |                               |                               | |
| Челябинск — Омск                                                 | Западно-Сибирская | 7 (19) июля 1892      | 30 августа (11 сентября) 1894 | 1 (13) октября 1896           | Ж/д мост через Иртыш в Омске был открыт 17 (29) марта 1896. До этой даты движение осуществлялось по паромной / ледовой переправе. |
| Омск — Обь                                                       | Западно-Сибирская | весна 1893 год        | 15 (27) октября 1895          | 1 (13) октября 1896           | Ж/д мост через Обь был открыт 31 марта (11 апреля) 1897. До этой даты движение осуществлялось по паромной / ледовой ж/д переправе. |
| Обь — Тайга — Красноярск                                         | Средне-Сибирская  | май 1893 год          | 1 (13) декабря 1895           | 1 (13) января 1898            | Ж/д мост через Обь был открыт 31 марта (11 апреля) 1897. До этой даты движение осуществлялось по паромной / ледовой ж/д переправе. |
| Красноярск — Иркутск                                             | Средне-Сибирская  | лето 1894 год         | 15 (27) февраля 1897          | 1 (13) января 1899            | Ж/д мост через Енисей был открыт 28 марта (8 апреля) 1899. До этой даты движение осуществлялось по паромной / ледовой ж/д переправе. |
| Иркутск — Байкал                                                 | Забайкальская     | лето 1896 год         | 23 ноября (5 декабря) 1898    | 1 (14) июля 1900              | Участок от Иркутска до станции Байкал, проходивший по левому берегу Ангары, в 1956 году был разобран и полностью затоплен в 1958 году водами Иркутского водохранилища после строительства Иркутской ГЭС. (движение по Транссибу стало осуществляться по дублирующему участку через Олхинское плато, введенному в эксплуатацию в 1949 году). |
| Байкал — Култук                                                  | Забайкальская     | март 1902 год         | 14 (27) сентября 1904         | 16 (29) октября 1905          | До постройки Кругобайкальской ж/д движение осуществлялось по Байкальской ж/д переправе. Паромная переправа была открыта 24 апреля (7 мая) 1900 года, когда паром-ледокол «Байкал» совершил свой первый рабочий рейс. 10 (23) октября 1901 года Байкальская ж/д переправа была официально принята в эксплуатацию и вошла в состав Забайкальской ж/д. Зимой, после окончания навигации, до вступления в строй КБЖД в 1905 году движение осуществлялось по ледовой ж/д переправе: в 1901—1905 гг. (с января по апрель) на гужевой тяге, а с началом Русско-японской войны в 1904 и 1905 гг. (в феврале-марте) еще также по ж/д рельсам, проложенным по льду. |
| Култук — Танхой                                                  | Забайкальская     | 2-я пол. 1901 год     | 18 апреля (1 мая) 1904        | 15 (28) марта 1905            | До постройки Кругобайкальской ж/д движение осуществлялось по Байкальской ж/д переправе. Паромная переправа была открыта 24 апреля (7 мая) 1900 года, когда паром-ледокол «Байкал» совершил свой первый рабочий рейс. 10 (23) октября 1901 года Байкальская ж/д переправа была официально принята в эксплуатацию и вошла в состав Забайкальской ж/д. Зимой, после окончания навигации, до вступления в строй КБЖД в 1905 году движение осуществлялось по ледовой ж/д переправе: в 1901—1905 гг. (с января по апрель) на гужевой тяге, а с началом Русско-японской войны в 1904 и 1905 гг. (в феврале-марте) еще также по ж/д рельсам, проложенным по льду. |
| Танхой — Мысовая                                                 | Забайкальская     | октябрь 1899 год      | 1 (14) апреля 1902            | 2 (15) августа 1903           | До постройки Кругобайкальской ж/д движение осуществлялось по Байкальской ж/д переправе. Паромная переправа была открыта 24 апреля (7 мая) 1900 года, когда паром-ледокол «Байкал» совершил свой первый рабочий рейс. 10 (23) октября 1901 года Байкальская ж/д переправа была официально принята в эксплуатацию и вошла в состав Забайкальской ж/д. Зимой, после окончания навигации, до вступления в строй КБЖД в 1905 году движение осуществлялось по ледовой ж/д переправе: в 1901—1905 гг. (с января по апрель) на гужевой тяге, а с началом Русско-японской войны в 1904 и 1905 гг. (в феврале-марте) еще также по ж/д рельсам, проложенным по льду. |
| Мысовая — Китайский разъезд — Приисковая — Куэнга — Сретенск     | Забайкальская     | 11 (23) апреля 1895   | 14 (26) декабря 1899          | 1 (14) июля 1900              | До 1903 года, когда открылось движение по КВЖД, Сретенск был конечной станцией Транссиба и важнейшим перевалочным пунктом, где прибывшие в вагонах грузы перегружались на речные суда и отправлялись на восток по рекам Шилка и Амур в Хабаровск. После открытия в 1916 году сквозного ж/д движения до Хабаровска тупиковая станция в Сретенске потеряла былое значение. |
| Куэнга — Урюм                                                    | Амурская          | лето 1908 год         | осень1910 год                 | осень (?) 1910 год            | |
| Урюм — Таптугары — Рухлово — Керак                               | Амурская          | весна 1909 год        | 22 сентября (5 октября) 1913  | 6 (19) декабря 1913           | |
| Керак — Бочкарёво                                                | Амурская          | весна 1911 год        | 22 сентября (5 октября) 1913  | 6 (19) декабря 1913           | |
| Бочкарёво — Бурея                                                | Амурская          | 1911 год              | 17 февраля (2 марта) 1914     | 10 (23) марта 1915            | |
| Бурея — Архара — Покровка — Хабаровск                            | Амурская          | февраль 1912 год      | 17 февраля (2 марта) 1914     | 10 (23) марта 1915            | Амурский мост был принят во временную эксплуатацию 5 (18) октября 1916. До этой даты движение осуществлялось по паромной / ледовой переправе. |
| Хабаровск-Пристань — Хабаровск — Графская                        | Уссурийская       | 3 (15) июля 1894      | 15 (27) октября 1897          | 13 (1) ноября 1897            | Амурский мост был принят во временную эксплуатацию 5 (18) октября 1916. До этой даты движение осуществлялось по паромной / ледовой переправе. |
| Графская — Никольское — Владивосток                              | Уссурийская       | 19 (31) мая 1891      | 6 (18) декабря 1894           | 1 (13) февраля 1896           | От Владивостока до Хабаровска трасса ж/д строилась в "обратном направлении". |
| Ж/д ветви, строившиеся по единому титулу с Транссибом            |                   |                       |                               |                               | |
| Екатеринбург II — Челябинск                                      | Уральская         | лето 1894 год         | 1 (13) декабря 1895           | 10 (22) октября 1896          | Автономная Уральская ж/д соединена с основной ж/д сетью России. |
| Тайга — Томск — Черемошники                                      | Средне-Сибирская  | август 1895 год       | 22 июля (3 августа) 1896      | 1 (13) января 1898            | Томская ж/д ветвь построена в связи с решением о строительстве Транссиба в обход Томска. |
| Приисковая — Нерчинск                                            | Забайкальская     | август 1908 год       | 2 (15) октября 1908           | 1 (14) декабря 1910           | Изначально планировалась как головной участок Амурской ж/д, но в процессе ее строительства точку примыкания перенесли на ст. Куэнга. |
| Бочкарёво — Благовещенск                                         | Амурская          | весна 1911 год        | 22 сентября (5 октября) 1913  | 6 (19) декабря 1913           | |
| Бурея — Кивда                                                    | Амурская          | 1913 год              | н/д                           | (?) 1914 год                  | Ж/д путь к Кивдинским Копям, где добывался бурый уголь. После закрытия шахты в 1952 году поселок шахтеров стал приходить в упадок и в 1960-х годах ж/д ветка была разобрана. |
| Подъездные ж/д ветки, необходимые для строительства Амурской ж/д |                   |                       |                               |                               | |
| Таптугары — Часовинская                                          | Амурская          | осень 1907 год        | осень 1908 год                | сентябрь 1910 год             | На р. Шилка. В 1920-х годах была разобрана. |
| Невер-1 (с 1911 – Рухлово) — Рейнова                             | Амурская          | весна 1910 год        | 18 ноября (1 декабря) 1911    | 23 ноября (6 декабря) 1911    | На р. Амур в с. Джалинда. В 2007 году была закрыта. Планируется ее восстановление. |
| Ушумун — Черняева                                                | Амурская          | 1910 год              | конец 1911 год                | 1912                          | На р. Амур. В 1960-х годах была разобрана. |
| Архара — Иннокентьевская                                         | Амурская          | (?) 1911 год          | (?) 1912 год                  | (?) 1913 год                  | На р. Амур. В 1926 году по согласованию с НКПС была разобрана как потерявшая хозяйственное значение. |
| Покровка — Владимировская                                        | Амурская          | (?) 1911 год          | (?) 1912 год                  | (?) 1913 год                  | На р. Амур. Позднее была разобрана (возможно в 1926 году). Восстановлена немного в стороне по спрямленному пути в конце 1960-х гг. |
| Покровка — Покровка-Пристань                                     | Амурская          | (?) 1912 год          | 17 февраля (2 марта) 1914     | 10 (23) марта 1915            | Действующая. |
| Китайско-Восточная железная дорога (КВЖД) с подъездными ветками  |                   |                       |                               |                               | |
| Китайский разъезд — Китайская граница                            | Забайкальская     | 17 (29) сентября 1898 | 10 (23) февраля 1901          | 12 (25) октября 1901          | Кайдаловская ветвь, не входившая официально в состав КВЖД. Станция Маньчжурия, находящаяся на территории Китая, до 1935 года входила в состав Забайкальской ж/д. |
| Китайская граница — Маньчжурия                                   | Забайкальская     | 10 (23) февраля 1901  | 11 (22) октября 1901          | 6 (18) сентября 1903          | Кайдаловская ветвь, не входившая официально в состав КВЖД. Станция Маньчжурия, находящаяся на территории Китая, до 1935 года входила в состав Забайкальской ж/д. |
| Маньчжурия — Харбин                                              | КВЖД              | 16 (28) августа 1897  | 1899 год                      | 1 (14) июля 1903              | |
| Харбин — Дашицяо — Порт-Артур; Дашицяо — Инкоу                   | КВЖД              | 12 (24) июня 1898     | 5 (18) июля 1901              | 1 (14) июля 1903              | Южно-Маньчжурская ветвь до Порт-Артура, являющаяся частью КВЖД. Ответвление до Инкоу соединяла КВЖД с основной ж/д сетью Китая. |
| Харбин — Пограничная                                             | КВЖД              | 16 (28) августа 1897  | 5 (18) июля 1901              | 1 (14) июля 1903              | |
| Пограничная — Гродеково                                          | Уссурийская       | (?) 1900 год          | 23 мая (5 июня) 1902          | октябрь 1903 год              | Никольская ветвь, не входившая официально в состав КВЖД. Станция Пограничная, находящаяся на территории Китая, до 1935 года входила в состав Уссурийской ж/д. |
| Гродеково — Никольское                                           | Уссурийская       | лето 1898 год         | 1 (13) января 1899            | 1 (13) января 1900            | Никольская ветвь, не входившая официально в состав КВЖД. Станция Пограничная, находящаяся на территории Китая, до 1935 года входила в состав Уссурийской ж/д. |

### Реконструкции

#### Строительство второго пути
Пуск в эксплуатацию первых участков Транссиба показал, что объёмы перевозок окажутся, как минимум, в три раза больше ожидаемых, и простой реконструкцией эту проблему не решить. Расчёты показали, что сооружение второго полотна оправдано даже в случае значительного увеличения капиталовложений, и достройка второго пути предусматривалась заранее. Многие тоннели изначально делались двухпутными, несмотря на то, что прокладывалась только одна колея. Переустройство дороги на двухпутную шло одновременно с её коренной реконструкцией, усовершенствовавшей ряд сложных участков и было доведено к 1916 году от Омска до станции Карымская в Забайкалье, после чего началась укладка вторых путей на Уссурийской дороге, которая была прервана событиями 1917 года. В период 1935—1941 год реконструированы в двухпутный участок Челябинск-Омск, Амурская и Уссурийская железные дороги.

#### Линия Омск — Тюмень
В целях разгрузки магистрали возникла идея строительства второго западного подхода к Транссибу. Рассматривались два варианта: ответвление от Омска на Тюмень и ветка от Кургана на Екатеринбург. Победил омский вариант, потому что он разгружал дорогу на 530 км раньше, чем курганский. Сооружение линии (Тюмень-Омская железная дорога, по завершении строительства вошедшая в состав Омской железной дороги) протяжённостью 550 км завершилось в 1912 году. Ход от Кургана на Екатеринбург был построен также позже.

#### Линия Казань — Свердловск
Во время Гражданской войны (в 1918 году) дорога протяжённостью 255 км соединила города Арзамас и Канаш. Тем самым появился прямой ход между Москвой и Казанью, который позволял приступить к реализации старого плана Е. В. Богдановича о соединении Центральной России железной дорогой с Сибирью через Казань. Линия Казань — Свердловск длиной 855 км была достроена в 1924 году.

#### Транссибирский контейнерный сервис
В послевоенное время Транссибирская магистраль, помимо внутригосударственного значения, стала представлять интерес и как кратчайшая транзитная магистраль Европа — Япония. Этот путь имеет протяжённость 13 тыс. км против 20 тыс. км при перевозках морским путём через Суэцкий канал. Наибольший интерес он представлял для Японии, промышленность которой достигла высокого уровня развития и требовала рынки сбыта своей продукции: точных станков, оборудования, бытовой электроники. Первые небольшие партии 20-футовых контейнеров через Транссибирскую магистраль были отправлены в 1965 году из Японии во Францию и показал свою эффективность, несмотря на отсутствие специализированных комплексов для обработки контейнеров.
В сентябре 1970 года в Москве прошли переговоры с участием Государственных дорог Японии, Министерством морского флота, Министерством путей сообщения и Министерством внешней торговли СССР, на которых были решены вопросы организации регулярных транзитных перевозок. 30 марта 1971 года из порта Осака вышло советское судно «Кавалерово» имеющее на борту 8 транзитных контейнеров, эта дата стала считаться днём создания Транссибирского контейнерного сервиса (ТСКС).
Позднее к перевозкам по ТСКС подключились и другие страны Юго-Восточной Азии. На Дальнем Востоке, в районе мыса Астафьева (1973 г.) и порта Восточный (1976 г.), были построены контейнерные терминалы, железнодорожный парк пополнился специализированными платформами для перевозки контейнеров. С 1976 года общей объём перевозок превысил 100 тысяч контейнеров в год и ТСКС вступил в конкуренцию с мировыми судоходными и экспедиторскими компаниями, от этого перевозки стабилизировались на уровне от 100 до 150 тыс. в год.
Транссибирский контейнерный сервис предоставлял три основных маршрута:
- «Трансрейл» — контейнеры через Транссибирскую магистраль переправляются в европейские страны по железной дороге.
- «Трансси» — контейнеры перегружаются в Балтийском порту на суда контейнеровозы и оттуда доставляются в пункт назначения.
- «Транс-Эйр» — авиационный «сибирский мост», при котором контейнеры доставляются транспортным самолётом Ил-76, способным перевозить три 20-футовых контейнера, из Владивостокского аэропорта в аэропорт Люксембурга, минуя железную дорогу.

Время доставки от двери до двери (включая морской участок) железнодорожным путём не превышало 35 дней, авиационным — 10. К середине 1980-х Транссибирская магистраль, в рамках ТСКС, объединяла 5 морских портов, а также иранский маршрут через Джульфу и Астару и направление на Афганистан через Термез и Кушку.
После начала Перестройки в СССР объёмы пошли на спад из-за плохой организации перевозок и конкуренции. К концу 1980-х ежегодный грузооборот не превышал 90 тыс. контейнеров (5 % контейнеропотока Европа — Дальний Восток) при технической возможности более 200 тыс., значительную долю их уже составляли внешнеторговые грузы Китая. Тем не менее, экспорт транспортных услуг ТСКС приносил валютных поступлений втрое больше чем продажа за рубеж советского леса.

#### Современный период
В 1977 году был построен «южный обход» Свердловска — двухпутная электрифицированная линия для транзита грузовых поездов. Линия проходит от о.п. Новоалексеевка (линия Пермь-Кунгур-Свердловск) через ст. Решёты (линия Казань — Дружинино — Свердловск) до ст. Косулино (линия Свердловск — Тюмень) через ст. Арамиль (линия Свердловск — Шадринск — Курган). На протяжении обхода существует единственная станция Седельниково. В настоящее время движение пассажирских электропоездов до неё не осуществляется. На линии почти всегда присутствует очередь из грузовых поездов. Также внутри Свердловска есть северный обход — однопутная электрифицированная линия, проходящая по востоку и северо-востоку города. Частью этого обхода является линия Свердловск — Устье Аха (историческая дорога в Ирбит).

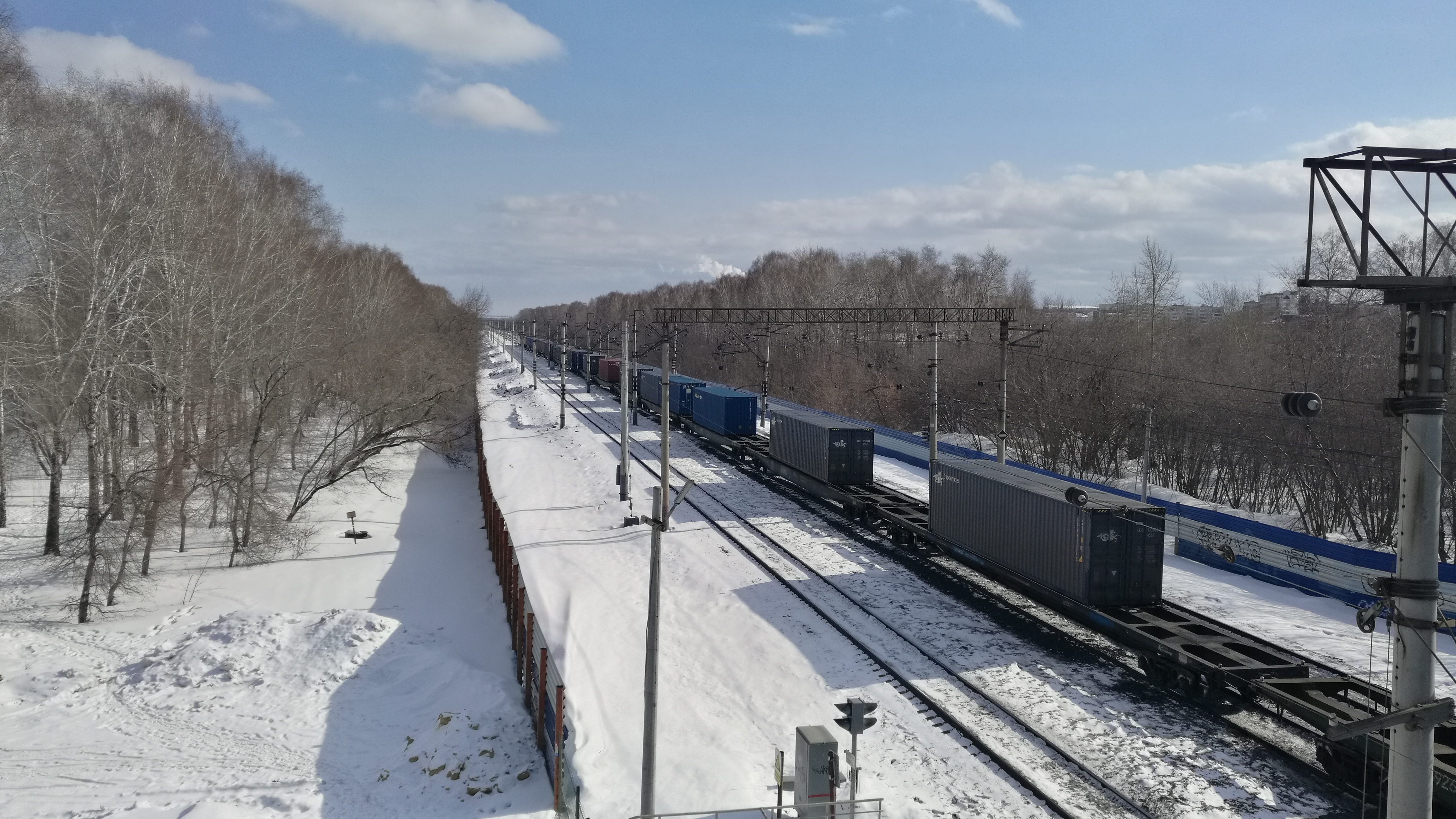
Транссиб в Тюменской области

В 1990—2000-х годах был проведён ряд мероприятий по увеличению пропускной способности Транссиба. В частности, 7 ноября 2009 года было открыто двухколейное движение по реконструированному Хабаровскому мосту, а тоннель под Амуром стало возможным закрыть на реконструкцию. С 1990-х годов ведётся реконструкция Хинганских тоннелей.
Тогда же был выведен из эксплуатации и заменён на новый мост через Енисей в Красноярске.
11 января 2008 года Китай, Монголия, Россия, Белоруссия, Польша и Германия заключили соглашение о проекте оптимизации грузового сообщения Пекин — Гамбург. В 2011 году транзит превысил 15 млн тонн. В 2013 году введена в строй вторая смычка между китайскими железными дорогами и Транссибом. Время транзита из Китая в Германию по этому пути составляет 11—15 дней, что примерно на 20 дней меньше, чем морским путём.
Правительство России утвердило паспорт проекта модернизации БАМa и Транссиба. Общий объём инвестиций в проект до 2018 года составит 560 млрд рублей. Из них 110 млрд будет направлено непосредственно из госбюджета, 150 млрд рублей из Фонда национального благосостояния, ещё 300 млрд рублей выделено по инвестпрограмме ОАО «РЖД».
Также планируется соорудить мост или тоннель на Сахалин.
В августе 2017 года Министерство транспорта, инноваций и технологий Австрии сообщило о намерении продлить Транссибирскую магистраль от Кошице (Словакия) до Вены. Строительство железной дороги с широкой колеёй может начаться в 2023 году. А в России остро встала проблема обеспечения кадрами БАМа, в связи с ухудшением социально-бытовых условий (в том числе медицинского обеспечения) для постоянно проживающих работников в отдалённых малонаселённых местностях.
Тематика модернизации и развития Транссиба включена в национальный проект «Комплексный план модернизации и расширения магистральной инфраструктуры». Минтранс России сообщил об обеспечении в 2020 году суммарной провозной способности Восточного полигона на уровне 144 млн т. Таким образом, провозная способность БАМа и Транссиба на востоке страны возросла на 16,7 % по отношению к базовому значению начала 2018-го.
Суммарная пропускная способность на Восточном полигоне также увеличилась, достигнув уровня в 101 пару грузовых поездов ежесуточно (95 пар по состоянию на 2019 г.). Значение в 144 млн т заложено для министерства транспорта в качестве ключевого контрольного индикатора для транспортной части нацпроекта «КПМИ» на 2020 год для Восточного полигона. Этот же показатель сохранён за Минтрансом и на 2021-й год.
В целом, на период с 2021 по 2023 годы на развитие Восточного полигона федеральным проектом предусматривались средства в объёме 414 млрд руб., а инвестпрограммой РЖД и того меньше — 391,3 млрд руб. Но в 2020 году, в год коронавирусной пандемии, когда стали обваливаться объёмы погрузки и корпоративные бюджеты начали готовиться к пессимистическим сценариям, со стороны государства было принято решение об увеличении объёмов финансирования Восточного полигона. Причём счёт дополнительным вливаниям пошёл сразу на сотни миллиардов. Своего апофеоза процесс достиг в момент внесения Минтрансом РФ в ноябре 2020 года в проект постановления правительства РФ "О внесении изменений в государственную программу Российской Федерации «Развитие транспортной системы» объёмов финобеспечения, долженствующих, по всей видимости, по максимуму уравновесить возросшие аппетиты целого ряда крупных и политически значимых лоббистских групп, завязанных на Восточном полигоне. Речь тогда шла о 635 млрд руб. на последующие 3 года. Более того, осенью того же года был поднят вопрос о продлении транспортной части КПМИ с 2024 года ещё на 6 лет — уже до 2030 года, с сохранением показателя ключевого индикатора провозной способности в неизменных 182 млн тоннах.
На итоговом правлении РЖД в феврале 2021 г., после череды правительственных совещаний, интенсивность которых резко возросла под конец прошлого года, была обнародована «компромиссная» цифра в 575,4 млрд руб. на период с 2021 по 2023 год включительно. Общий знаменатель в объёме 780 млрд руб. на развитие Восточного полигона до 2024 года был озвучен премьер-министром Михаилом Мишустиным в ходе поездки в Кузбасс в марте 2021 г.
Сразу после постройки Транссибирской магистрали поезда в Сибирь шли из Москвы через Самару и Челябинск, а в настоящее время пассажирский поезд Москва — Владивосток идет севернее — через Нижний Новгород, Киров, Пермь, Екатеринбург и Тюмень. Магистраль, соединяющая Санкт-Петербург и Вятку (Киров) через Котельнич, была построена в 1905 году (ранее построенная дорога Москва — Ярославль — Архангельск пересекала ее и давала возможность на поезде доехать из Вятки до Москвы), а железная дорога, соединившая Киров (Вятку) с Москвой через Нижний Новгород, была построена лишь в 1927 году.

## Соседи
Линиями Западно-Сибирской железной дороги от Омска и Татарска (через Карасук и Кулунду) Транссиб соединяется с Северным Казахстаном. Из Новосибирска на юг через станции Барнаул и Рубцовск в Среднюю Азию ведёт Турксиб. В конце XX века на Дальнем Востоке севернее Транссиба проложена Байкало-Амурская магистраль.

## Упоминания в культуре и искусстве

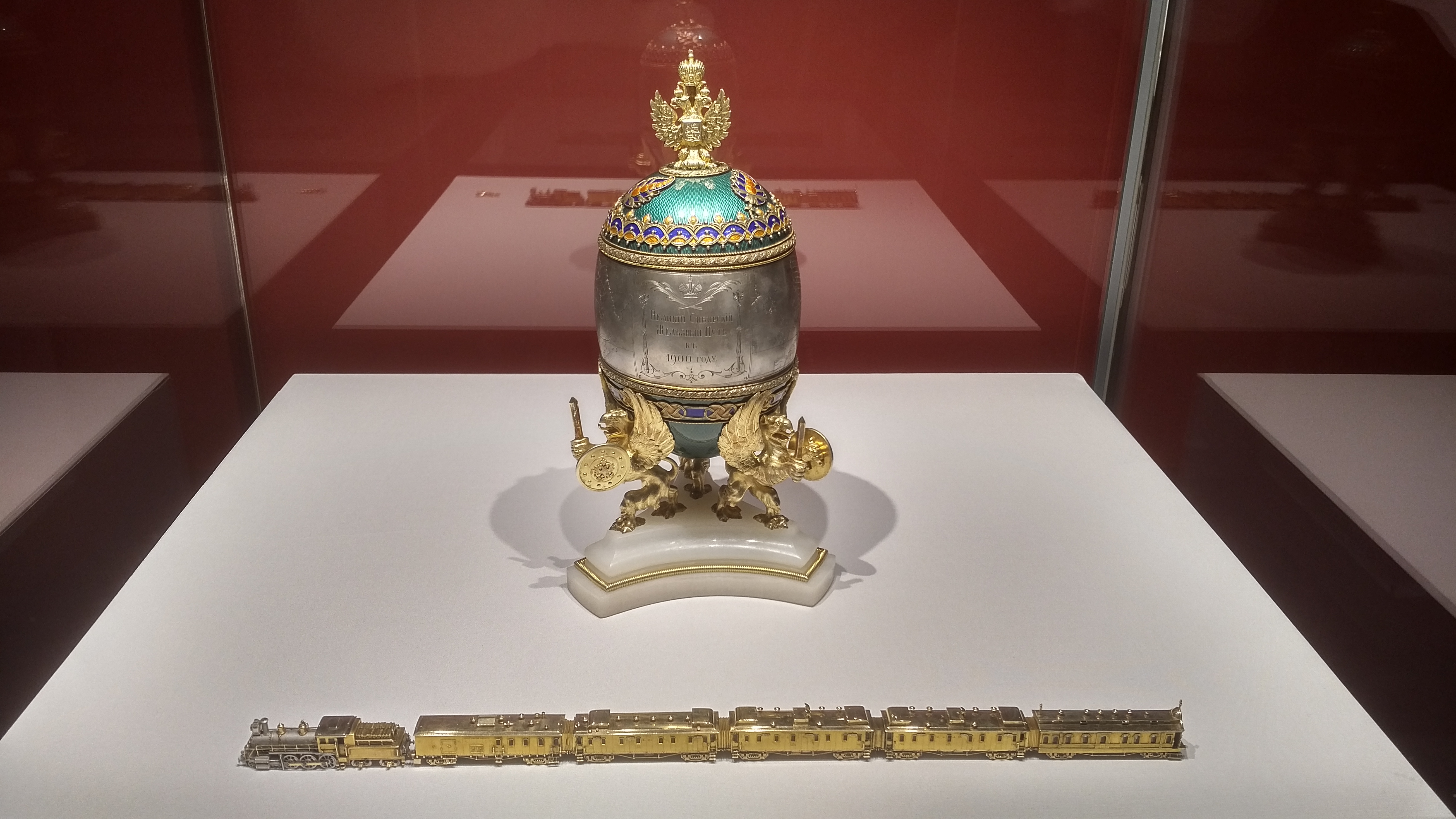
Яйцо Фаберже и модель поезда

- В 1900 году было изготовлено серебряное яйцо Фаберже «Великий сибирский железнодорожный путь» с моделью поезда, выполненной из золота и платины с включением алмазов и рубинов.
- Поэма Твардовского «За далью — даль» посвящена путешествию по Транссибу.
- Башкирский писатель Мажит Гафури путь в литературе начал с книги «Себер тимер юлы йәки әхүәле милләт» (баш. «Сибирская железная дорога, или положение нации») (Оренбург, 1904).
- В 1996 году была создана музыкальная группа Trans-Siberian Orchestra, названная в честь магистрали.
- Александр Розенбаум в 1999 году выпустил альбом «Транссибирская магистраль», который открывает одноимённая песня.
- В девятом студийном альбоме группы U.D.O. была записана песня Trainride in Russia, вступление к которой исполнено на русском языке. Текст песни и музыка навеяны личными впечатлениями Удо Диркшнайдера от путешествия поездом на гастролях в России: «Поезд по России идёт и идёт, поезд по России — сто грамм, и вперёд».
- «Алеф» — роман 2011 года писателя Пауло Коэльо. Литератор принимает решение отправиться в долгий путь через всю Европу и Россию по Транссибирской магистрали на поиски своего счастья. Все говорят, что Коэльо движется по Транссибу из Москвы во Владивосток, но для бразильского писателя это Транссибирская магистраль проходит через него.

## Факты
- Хотя Владивосток является конечной станцией Транссиба, на ветке на Находку есть более удалённые от Москвы станции Мыс Астафьева и Восточный порт.
- По Транссибу курсировал самый дальний в мире поезд № 53/54 Харьков — Владивосток, преодолевавший 9714 км пути за 7 суток 6 часов 10 минут. С 15 мая 2010 года этот поезд был «обрезан» до станции Уфа[69], однако курсирование беспересадочных вагонов было сохранено. С ноября 2011 года этот поезд был окончательно отменён. Самым дальним в мире вагоном беспересадочного сообщения на долгое время являлся Киев — Владивосток, расстояние 10 259 км, время проезда 7 суток 19 часов 50 минут. С ноября 2011 года он также был отменён из-за нерентабельности. По состоянию на октябрь 2014 года самыми дальними поездами Транссиба являлись поезда Москва — Владивосток и Москва — Пекин.
- Самый «быстрый» поезд Транссиба — № 002Щ/001М «Россия»[70], сообщением Москва — Владивосток. Он проходит Транссиб за 6 суток 1 час 59 минут (средняя скорость 64 км/ч). Поезд № 019Ч/020Ч «Восток»[71] Москва — Пекин и поезд № 5/6 Москва — Улан-Батор участок Иркутск-Москва проходят быстрее на 1 час, чем поезд «Россия».
- На Ярославском вокзале Москвы, в Новосибирске, а также во Владивостоке установлены специальные километровые столбы с указанием протяжённости магистрали: «0 км» на одной грани и «9298 км» на другой (в Москве), «3336 км» (в Новосибирске), «9288 км» (во Владивостоке).
- В 1970-х — 1980-х годах по Транссибу планировалось запустить беспересадочный вагон Москва — Ханой, который стал бы длиннейшим в мировой истории (длина маршрута — 11 967 км), однако он совершил только несколько рейсов[72].
- Единственный в мире вокзал из мрамора (Слюдянка-1) расположен на Транссибе[73].

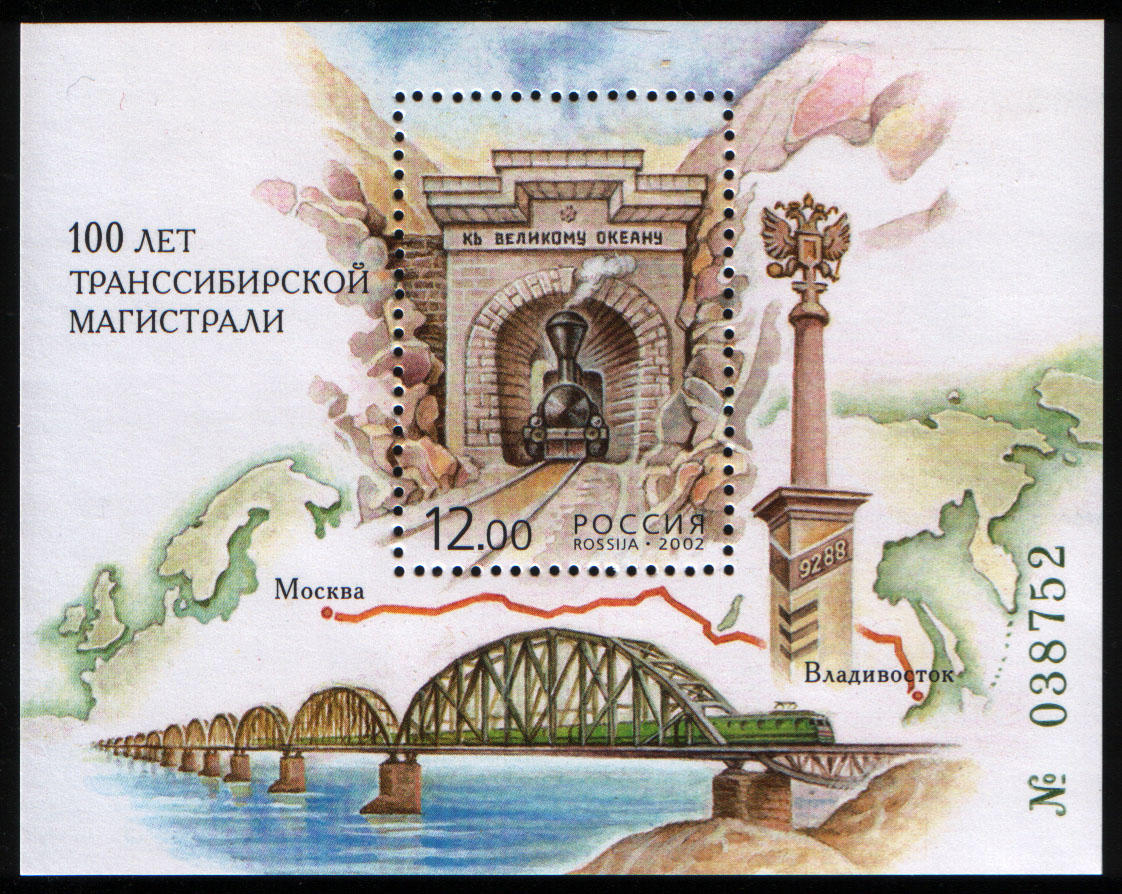
Почтовый блок «100 лет Транссибирской магистрали»
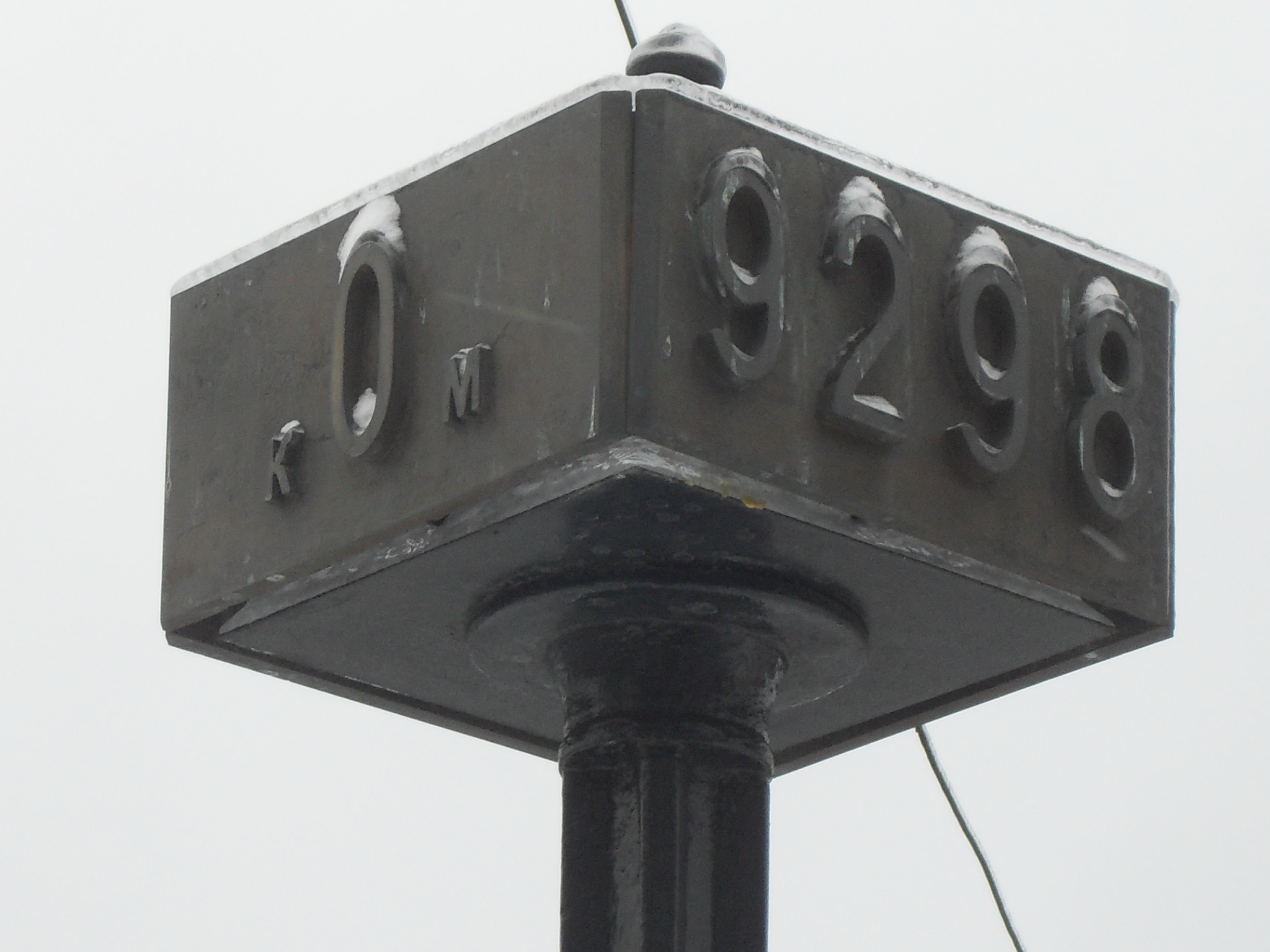
Километровый железнодорожный столб с нулевой отметкой на Ярославском вокзале Москвы
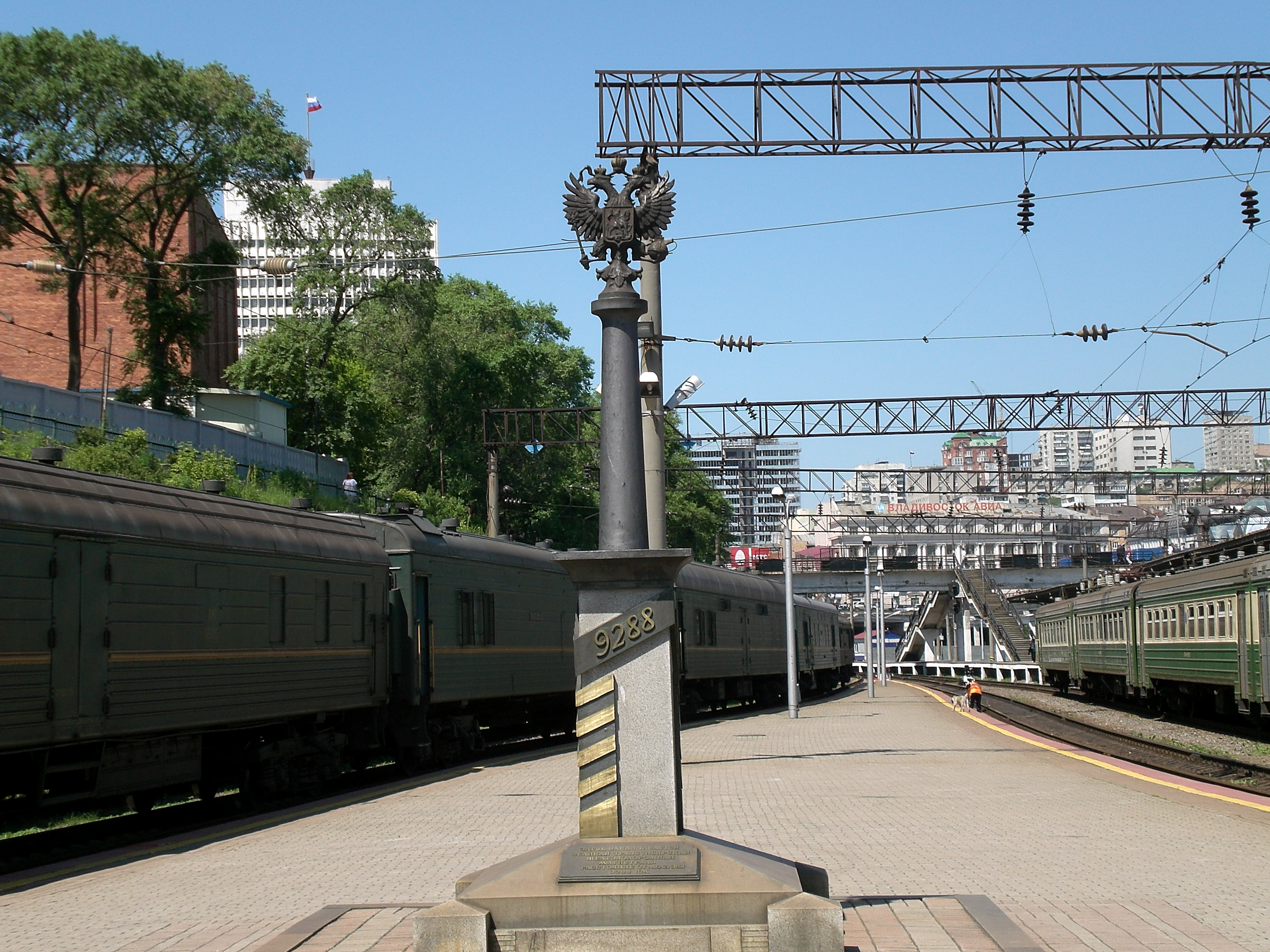
Километровый железнодорожный столб с отметкой 9288 на железнодорожном вокзале Владивостока
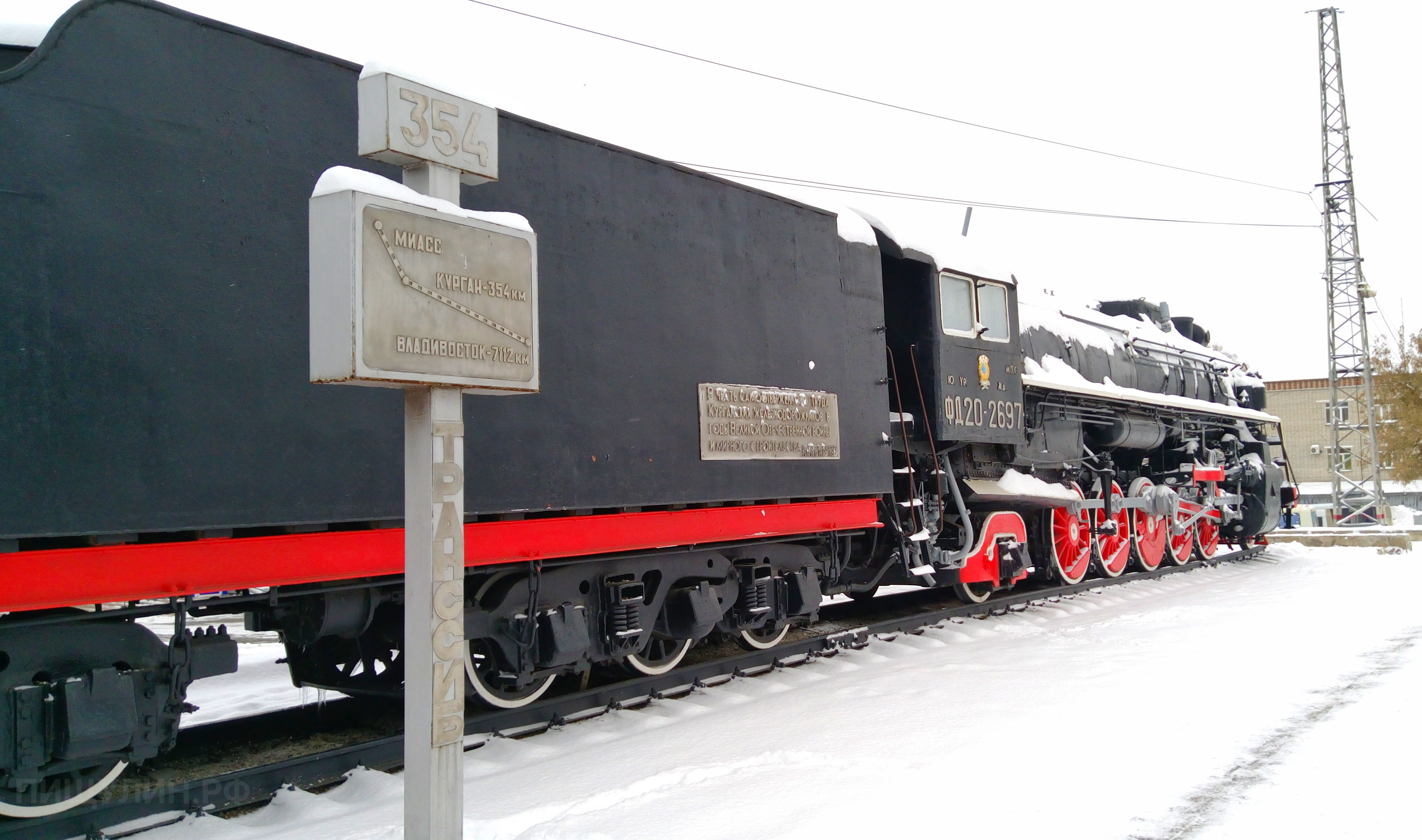
Памятный знак на железнодорожном вокзале Кургана

Памятные монеты
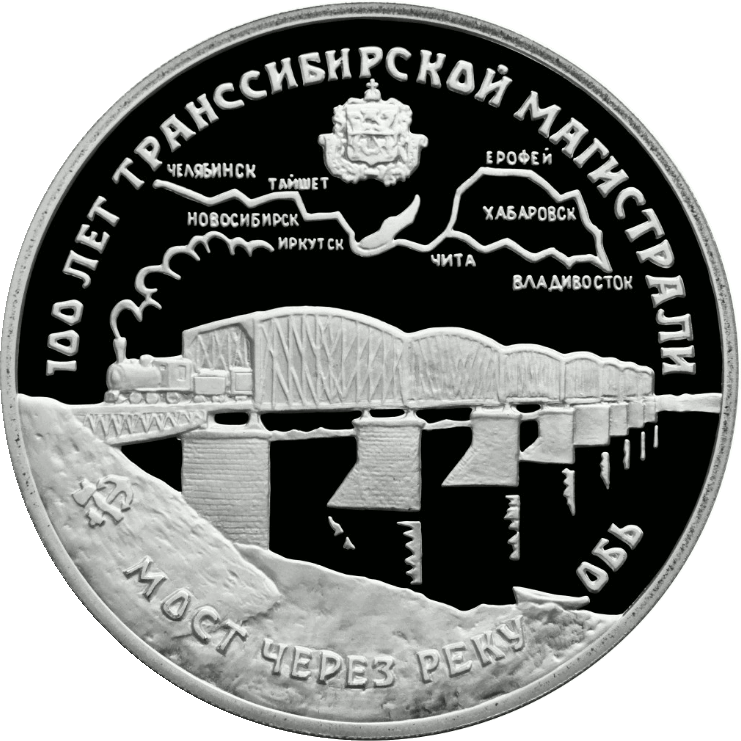
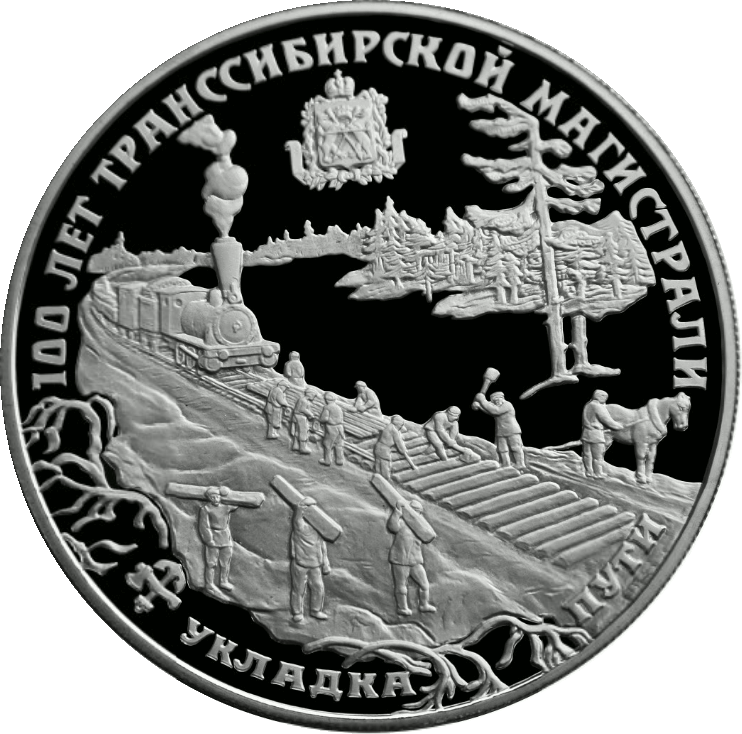
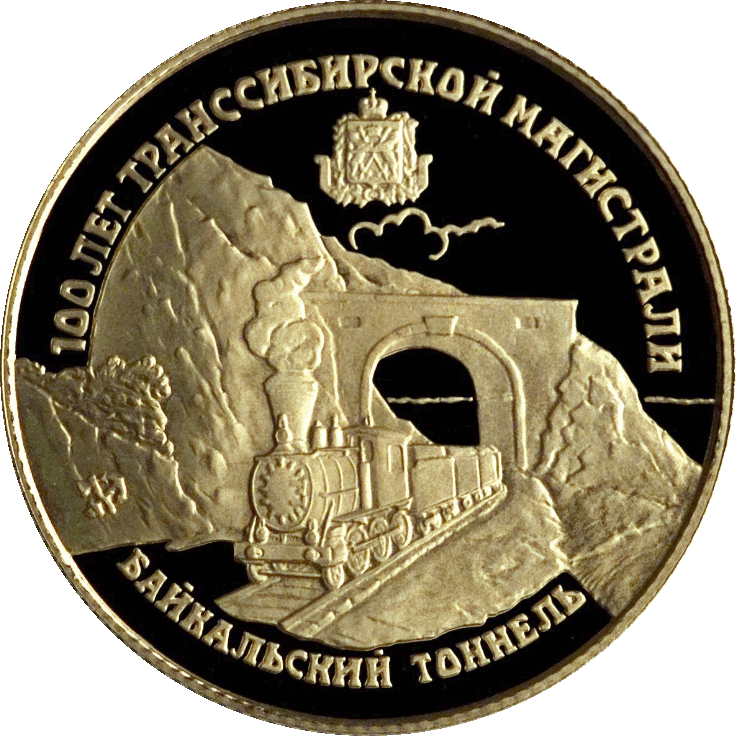